# Culpable de este amor
Culpable de este amor è una telenovela argentina prodotta da Telefe Contenidos nel 2004. È stata trasmessa dal 12 gennaio al 2 novembre dell'anno 2004 nel canale Telefe. I protagonisti sono Gianella Neyra e Juan Darthés. La sigla è cantata da Guadalupe Álvarez Luchia con la canzone dal titolo Culpable.
La serie e gli attori che la interpretano hanno ricevuto dei premi o delle nomination. Nel 2004 la telenovela, Juan Darthés, Juan Carlos Puppo e la sigla infatti hanno ricevuto una candidatura al Premio Martín Fierro.

## Trama
L'avvocato Laura Cazenave (interpretata da Gianella Neyra) viene coinvolta in una serie di vari omicidi per colpa della presunta morte di suo marito Fernando Salazar (interpretato da Mauricio Dayub) e grazie a questo, incontra il suo prossimo amore Agustín Rivero (interpretato da Juan Darthés) ma i due dovranno affrontare alcuni ostacoli.

## Personaggi
- Agustín Rivero interpretato da Juan Darthés. Esperto psichiatra che lavora in una clinica. Fratello di Gastón è innamorato di Laura.
- Laura Cazenave interpretata da Gianella Neyra. Avvocato penale sposata con Fernando anche se in seguito si innamorata di Agustín. Ha una sorella e un fratello.
- Gastón Rivero interpretato da Pepe Monje. Fratello di Agustín è fidanzato con Gabriela.
- Fernando Salazar interpretato da Mauricio Dayub. Marito di Laura, tradisce quest'ultima con la sua segretaria Virginia.
- Marcos Soler interpretato da Raúl Taibo. Marito di Julia.
- Julia Rodríguez interpretata da Silvia Kutika. Moglie di Marcos, è una pediatra nota.